# Stylidium leptorhizum
Stylidium leptorhizum är en tvåhjärtbladig växtart som beskrevs av Ferdinand von Mueller. Stylidium leptorhizum ingår i släktet Stylidium och familjen Stylidiaceae. Utöver nominatformen finns också underarten S. l. pilosum.